# Квітка (зупинний пункт)
Кві́тка — закритий пасажирський залізничний зупинний пункт Херсонської дирекції залізничних перевезень Одеської залізниці на лінії Колосівка — Миколаїв між станціями Первенець (26 км) та Зелений Гай (8 км). Розташовувався біля села Весняна Квітка Вознесенського району Миколаївської області.

## Пасажирське сполучення
Пасажирське сполучення по зупинному пункті Квітка не здійснюється. Приміські поїзди сполученням Миколаїв-Вантажний — Колосівка прямують через зупинний пункт, проте не зупиняються.